# Unité Spéciale de la Police

Die Unité Spéciale de la Police (USP), oder auf Deutsch Spezialeinheit der Polizei, ist die Spezialeinheit der Polizei in Luxemburg. Sie bildet eine der sechs nationalen Polizeieinheiten (Services centraux). Kommandeur der USP ist Erster Divisionskommissar Christian Krettels.

## Geschichte
Die erste Spezialeinheit in Luxemburg, die Brigade Mobile de la Gendarmerie Grand-Ducale (BMG), wurde 1978 innerhalb der Gendarmerie Grand-Ducale gegründet. Viele Länder Europas, wie z. B. Deutschland oder Frankreich, hatten bereits als Reaktion auf den terroristischen Anschlag bei den Olympischen Spielen 1972 in München polizeiliche Spezialeinheiten gebildet. Der BMG wurden mehrere Aufgaben zugeteilt, unter anderem die Terrorismusbekämpfung, der Kampf gegen organisierte Kriminalität und der Schutz der großherzoglichen Familie und anderer Prominenter innerhalb Luxemburgs. Während der 1980er-Jahre bildeten die mittlerweile acht Beamten der BMG, die Diensthundeführer, die USBV-Entschärfer und die Observationseinheit der Gendarmerie Grand-Ducale die Groupe Mobile de la Gendarmerie (kurz GMG).
Im Jahr 1986 wurde auch eine Spezialeinhalt innerhalb der luxemburgischen Polizei gegründet. Diese Groupe d'Intervention de la Police (GIP) war unter anderem für die Geiselbefreiung und die Festnahme besonders gefährlicher Täter verantwortlich. Während der 1990er-Jahre bildeten die zehn Beamten der GIP, die Diensthundeführer und die Präzisionsschützen der Polizei den Groupement spécial de la Police (GSP).
Nach der Fusion der Polizei und der Gendarmerie Grand-Ducale zur Police grand-ducale im Jahr 2000 gingen die BMG und die GIP in der Unité Spéciale de la Police auf.

## Aufgaben
Die Beamten der USP sind für Terrorismusbekämpfung, Geiselbefreiung und Zugriffe ausgebildet. Außerdem gehören der USP mehrere USBV-Entschärfer, Präzisionsschützen, Sprengmeister, Observationsexperten und Unterhändler an. Die USP kommt sowohl präventiv (z. B. zum Schutz von Prominenten oder bei Observationen) als auch operativ (auf Anforderung regulärer Polizei) zum Einsatz.
Obwohl öffentlich viel beachtet, machen Einsätze bei Geiselnahmen, Amokläufen, Selbstmordversuchen, Entführungen oder Erpressungen, nur einen sehr kleinen Teil der Einsätze der USP aus. Der größte Teil der Einsätze der USP besteht aus der Vollstreckung von Haftbefehlen bei besonders gefährlichen Tätern, der Observation, dem Schutz von Prominenten bei Gefährdungslagen, die Begleitung von gefährlichen Gefangenentransporten und dem Zeugen- und Objektschutz.

## Rekrutierung und Ausbildungen
Die Mitglieder der USP sind speziell und intensiv ausgebildete Polizeibeamte. Bei der USP finden nur Polizeibeamte Verwendung, die bereits mehrere Jahre im regulären Polizeidienst tätig waren. Die Anwärter müssen jünger als 30 Jahre alt sein und nicht nur eine außergewöhnlich gute körperliche Kondition, sondern auch Charakterstärke, hohe Sozialkompetenz, Urteilsvermögen und Stressbelastbarkeit aufweisen.
Nach bestandenem medizinischem Gutachten und der Erlaubnis des Directeur général de la Police erfolgt der Aufnahmetest, der vor allem aus physischen und psychischen Tests besteht. In der Regel besteht nur ein geringer Teil der Anwärter diesen Aufnahmetest. Nach bestandenem Test erfolgt eine sechsmonatige Grundausbildung, in der die Auszubildenden auf Zugriffe, Observationen, und Personen- und Objektschutz vorbereitet werden. Hierzu werden sowohl die körperliche und psychische Belastbarkeit als auch Selbstverteidigung, Taktik, Observationstechniken, Fahren, Klettern sowie eine umfassende Schießfertigkeit geübt. In der Regel bricht etwa ein Drittel die Grundausbildung vorzeitig ab.

## Einsätze
Der USP führt insgesamt zwischen 250 und 300 Einsätze pro Jahr aus. Der bekannteste Fall der USP ereignete sich im Jahr 2000 in Wasserbillig. Eine Person stürmte einen Kindergarten und nahm bewaffnet mit einer Handfeuerwaffe, einer Handgranate und einer Stichwaffe 3 Erzieher und 45 Kinder als Geiseln. Die Beamten der USP verkleideten sich als Reporter und setzten den Täter durch einen gezielten Kopfschuss außer Gefecht, den jener überlebte.

## Organisation
Die Beamten der USP sind in vier verschiedene Gruppen unterteilt:
1. Die Sections tactiques (kurz STAC), unterteilt in
  1. STAC 1 für Observationen und Zugriffe in der Öffentlichkeit und Fahrzeuge.
  2. STAC 2 für schwere Zugriffe, Hausdurchsuchungen und Festnahmen in Gebäuden.
  3. STAC 3 Spezielle Observationen.
2. Die Groupes d'appui technique opérationnel (kurz GATO), unterteilt in
  1. GATO 1 für Eindringtechniken und Entschärfungen.
  2. GATO 2 Audio-, GPS- und Videoobservation.
3. Die Section des Négociateurs, also die Unterhändler bei Geiselnahmen, Selbstmordversuchen usw.
4. Die Section des tireurs d'élite (kurz STE), sprich die Präzisionsschützen.

## Ausrüstung
Die Beamten der USP nutzen, je nach Einsatzlage, unter anderem folgende Waffen:
- Sturmgewehre:
  - Heckler & Koch MP5
  - Heckler & Koch 53
  - FN Herstal P90
  - Steyr AUG
- Pistolen:
  - SIG Sauer P226 und SIG Sauer P228
  - Glock 17 und Glock 26
  - Heckler & Koch USP
  - Heckler & Koch P7M13
  - Smith & Wesson Model 669
- Scharfschützengewehre:
  - Brügger & Thomet APR
  - DSR-precision DSR 1
  - Heckler & Koch PSG1
- Andere:
  - Benelli M3
  - FN Herstal Minimi
  - Heckler & Koch MZP
  - Taser X26
  - FN Herstal 303